# Lecanemab
Lecanemab es un medicamento indicado en el tratamiento de la enfermedad de Alzheimer. Se comercializa con el nombre Leqembi. Es un anticuerpo monoclonal dirigido contra el péptido beta-amiloide. Fue aprobado para uso médico en Estados Unidos por la Administración de Alimentos y Medicamentos (Food and Drug Administration, FDA) en enero de 2023.

## Mecanismo de acción
Es un anticuerpo monoclonal IgG1 humanizado que se une con gran afinidad a las protofibrillas solubles de beta-amiloide. De esta manera, disminuye la aglomeración de beta-amiloide, las cuales empeoran el Alzheimer al formar placas seniles en la sustancia gris del cerebro y degenerar el sistema nervioso.
El lecanemab-irmb es una solución (líquido) que se administra por vía intravenosa por un médico o enfermero. Suele administrarse cada 2 semanas.

## Ensayos clínicos
En el artículo Lecanemab in Early Alzheimer’s Disease publicado en la revista médica The New England Journal of Medicine, se describe un ensayo clínico en el que se reclutaron 1795 participantes afectos de enfermedad de Alzheimer en fase inicial, a 898 de los cuales se les administró lecanemab y a los 897 restantes un placebo. Tras 18 meses de seguimiento,  el grupo tratado con lecanemab presentó una puntuación de 1.21 de demencia clínica, mientras que el grupo al que se administró placebo tuvo una puntuación de 1.66, por lo que se produjo una diferencia de 0.45 a favor del fármaco, llegando a la conclusión de que ralentiza un 27 por ciento el proceso de deterioro cognitivo.

## Eficacia
El lecanemab no cura la enfermedad de Alzheimer ni la revierte, su acción se limita a disminuir la velocidad a la que progresa la enfermedad, es decir enlentece su evolución.

## Efectos secundarios
En enero de 2023, en la revista Neurology, se publicó una revisión sistemática sobre los tratamientos para la enfermedad de Alzheimer,  en la que se describía una reducción del volumen cerebral en los pacientes que tomaban lecanemab.
Otros efectos secundarios varían entre pacientes y pueden ser:
- tos
- diarrea
- urticaria, sarpullido y picazón
- hinchazón de los labios, la lengua o la garganta
- falta de aire o dificultad para respirar [4]

## Economía
El precio del lecanemab es de 26.500 dólares al año en 2023, con un "valor social por paciente" estimado de 37.600. Sin embargo, el análisis de rentabilidad realizado por el Instituto de Revisión Clínica y Económica concluyó que sería apropiado un precio de entre 8.500 y 20.600 dólares.